# Ove Jensen (fodboldspiller)
 For alternative betydninger, se Ove Jensen. (Se også artikler, som begynder med Ove Jensen)
Ove Poul Bech Jensen (7. november 1919 i København – 22. april 2011) var en dansk fodboldspiller (målmand), 
I sin klubkarriere spillede Ove Jensen i B.93 og var med til at vinde DM 1946. I perioden 1942-1950 spillede han 138 kampe for klubben.
Han spillede 12 landskamp for Danmark 1945-1948 og var i 1947 var reserve på Europaholdet.
Som cricketspiller scorede Ove Jensen hele 252 point i 1950, og det var not-out. Der gik over 50 år før denne danske rekord blev slået.
1969-1973 var han klubformand i B.93.